# اچ‌ام‌سی‌اس وتاسکیوین (کی۱۷۵)
اچ‌ام‌سی‌اس وتاسکیوین (کی۱۷۵) (به انگلیسی: HMCS Wetaskiwin (K175)) یک کشتی است که طول آن ۲۰۵ فوت (۶۲٫۴۸ متر) است. این کشتی در سال ۱۹۴۰ ساخته شد.